# James Whitmore
James Whitmore, född 1 oktober 1921 i White Plains, Westchester County, New York, död 6 februari 2009 i Malibu, Kalifornien, var en amerikansk dubbelt Oscarsnominerad skådespelare. Whitmore oscarsnominerades, i klassen bästa manliga biroll, redan 1949 i sin första film På främmande mark. 1975 Oscarnominerades han för bästa huvudroll i enmansfilmen Give 'em Hell, Harry!, i vilken Whitmore var den ende skådespelaren. På senare tid blev Whitmore mest känd för rollen som fången Brooks Hatlan i det sjufaldigt Oscarsnominerade fängelsedramat Nyckeln till frihet. Whitmore avled i lungcancer den 6 februari 2009.

## Filmografi
- 1949 – På främmande mark
- 1949 – Lagens fiende nr. 1
- 1950 – I asfaltens djungel
- 1950 – Västerns äventyrare
- 1950 – Please Believe Me
- 1952 – Vingarna
- 1953 – Kvinnan jag vill ha
- 1953 – Farornas hav
- 1954 – Spindlarna
- 1954 – Sista kommandot
- 1955 – Oklahoma
- 1955 – Kanske aldrig mer
- 1955 – Utpost i vildmarken
- 1955 – Rymdens tigrar
- 1956 – Brott på gatan
- 1958 – Attack över havet
- 1959 – face of fire
- 1960 – Vem var bruden?
- 1967 – Den vildaste, vilda, vilda västern
- 1967 – Chuka-gunfightern
- 1968 – Brottsplats Manhattan
- 1968 – För helvete, Mac!
- 1969 – De 7 slår till igen
- 1970 – Tora! Tora! Tora!
- 1973 – Kommissarie Bellie
- 1973 – Harrad-experimentet
- 1974 – The Canterville Ghost
- 1975 – Give 'em Hell, Harry!
- 1975 – Sista slaget
- 1980 – Mannen med ishackan
- 1986 – Alla mina söner
- 1987 – Berättelsen om Claudia
- 1989 – Glory! Glory!
- 1994 – Nyckeln till frihet
- 1997 – The Relic
- 1999 – Swing Vote
- 2000 – Here's to Life!
- 2001 – The Majestic
- 2002 – A Ring of Endless Light